# پسران قارون
پسران قارون فیلمی به کارگردانی رضا صفایی و نویسندگی کمال دانش محصول سال ۱۳۴۸ است.

## خلاصه داستان
سه جوان فقیر شیفتهٔ دخترانی می‌شوند که بعداً معلوم می‌شود پدر متمولی دارند...

## بازیگران
- منصور سپهرنیا
- گرشا رئوفی
- محمد متوسلانی
- آرمان هوسپیان
- سارا (بازیگر)
- احمد قدکچیان
- ثریا بهشتی
- رضا بانکی
- مژگان
- ناصر جک لرد
- محمدتقی کهنمویی
- ایران قادری
- محسن آراسته